# Casandrino
Casandrino – miejscowość i gmina we Włoszech, w regionie Kampania, w prowincji Neapol.
Według danych na rok 2004 gminę zamieszkiwało 13 245 osób, 4415 os./km².